# Jóhannes Haukur Jóhannesson
Jóhannes Haukur Jóhannesson (26 de febrero de 1980) es un actor islandés. Es más conocido por su participación en la película Svartur á leik.

## Carrera
En 2012 apareció en la película Svartur á leik, donde interpretó al criminal Tóti. Un año después, en 2013, apareció como invitado en la serie infantil LazyTown, en la cual interpretó al chef Pablo Fantástico. En 2014 dio vida a Caín en la película bíblica Noé, protagonizada por Russell Crowe. En abril del 2015 se unió al elenco principal de la serie A.D. The Bible Continues, donde interpretó a Tomás el Apóstol. En 2016 (Temp. 6, Ep 7 y 8) participó en la serie Juego de Tronos. Encarnó al miembro de la Hermandad que masacra un septo y mata al Septón amigo de Clegane " El Perro".
En 2018 apareció en la película de aventuras Alpha, en el papel de Tau, el jefe de una tribu europea de hace 20.000 años.

## Filmografía

### Cine
| Año  | Título                               | Personaje                  | Notas |
| ---- | ------------------------------------ | -------------------------- | --- |
| 2025 | Capitán América: Un Nuevo Mundo      | Davis Lawfers / Copperhead | |
| 2020 | Bloodshot                            | Nick Baris                 | Junto a Vin Diesel, Sam Heughan, Guy Pearce, Eiza González y Toby Kebbell                                         |
| 2019 | The Good Liar                        | Vlad                       | Junto a Morgan Freeman, Helen Mirren, Russell Tovey, Jim Carter, Mark Lewis Jones y Laurie Davidson               |
| 2019 | Where'd You Go, Bernadette           | Capitán J. Rouverol        | Junto a Cate Blanchett, Billy Crudup, Emma Watson, Kristen Wiig, Judy Greer y Laurence Fishburne                  |
| 2018 | The Sisters Brothers                 | Trampero principal         | Junto a John C. Reilly, Joaquin Phoenix, Jake Gyllenhaal y Riz Ahmed                                              |
| 2018 | Alpha                                | Tau                        | Junto a Kodi Smit-McPhee, Leonor Varela, Natassia Malthe, Priya Rajaratnam y Jens Hultén                          |
| 2017 | Ég man þig                           | Freyr                      | Junto a Ágústa Eva Erlendsdóttir, Elma Stefania Agustsdottir, Thor Kristjansson y Anna Gunndís Guðmundsdóttir     |
| 2017 | Atomic Blonde                        | Yuri Bakhtin               | Junto a Charlize Theron, Sofia Boutella, James McAvoy, Bill Skarsgård y John Goodman                              |
| 2015 | Bakk                                 | Ingvi                      | Junto a Ólafur Darri Ólafsson, Gunnar Hansson, Víkingur Kristjánsson y Saga Garðarsdóttir                         |
| 2014 | Algjör Sveppi og Gói bjargar málunum | Presidente                 | Junto a Sverrir Þór Sverrisson, Vilhelm Anton Jónsson, Guðjón Davíð Karlsson y Einar Örn Einarsson                |
| 2014 | Noé                                  | Caín                       | Junto a Russell Crowe, Jennifer Connelly, Ray Winstone, Anthony Hopkins, Logan Lerman y Douglas Booth             |
| 2013 | Þetta Reddast                        | -                          | Junto a Björn Thors, Ingvar Eggert Sigurðsson, Edda Björgvinsdóttir y Marianna Lúthersdóttir                      |
| 2012 | Áramótaskaup 2012                    | Már                        | Junto a Þorsteinn Bachmann, Gunnar Helgason, Anna Svava Knútsdóttir y Guðmundur Lúðvík Þorvaldsson                |
| 2012 | Svartur á leik                       | Tóti                       | Junto a Thor Kristjansson, Damon Younger, María Birta, Vignir Rafn Valþórsson y Björn Jörundur Friðbjörnsson      |
| 2011 | Áramótaskaup 2011                    | Geir Haarde                | Junto a Þorsteinn Bachmann, Einar Örn Einarsson y Gudmundur Thorvaldsson                                          |
| 2011 | Come to Harm                         | 2º hombre                  | Cortometraje - junto a Gisli Bjorn Runarsson, Björn Thors y Þrúður Vilhjálmsdóttir                                |
| 2009 | Bjarnfreðarson                       | Guffi                      | Junto a Ágústa Eva Erlendsdóttir, Hilmir Jensson, Jörundur Ragnarsson y Sara Margrét Nordahl                      |
| 2009 | The Place                            | Njáll                      | Cortometraje - junto a Olafúr Björn Tómasson, Stefán Hallur Stefánsson, Gríma Kristjánsdóttir y Atli Örn Egilsson |
| 2008 | Reykjavík Rotterdam                  | Eiríkur                    | Junto a Baltasar Kormákur, Ingvar Eggert Sigurðsson, Þröstur Leó Gunnarsson, Victor Löw y Ólafur Darri Ólafsson   |
| 2004 | Legal Criminals                      | -                          | Cortometraje - junto a Atli Thor Albertsson, Sólrún María Arnardóttir y Bryndís Ásmundsdóttir                     |

### Televisión
| Año         | Título                   | Personaje                  | Notas                       |
| ----------- | ------------------------ | -------------------------- | --------------------------- |
| 2022-23     | Vikings: Valhalla        | Olaf "el Santo" Haraldsson | 15 episodios                |
| 2015        | A.D. The Bible Continues | Tomás el Apóstol           | 9 episodios                 |
| 2014        | Ævar vísindamaður        | Monstruo de Frankenstein   | Episodio: "Lokaþátturinn"   |
| 2013        | LazyTown                 | Pablo Fantástico           | Episodio: "Chef Rottenfood" |
| 2013        | Ferðalok                 | Egill Skallagrimsson       | -                           |
| 2011        | Pressa                   | Högni                      | 5 episodios                 |
| 2009 - 2010 | Réttur                   | Magnús                     | 8 episodios                 |
| 2009        | Fangavaktin              | Guffi                      | Episodio # 1.7 (miniserie)  |
| 2008        | Svartir englar           | Steinar Ísfeld             | 3 episodios                 |

### Apariciones
| Año | Presentación | Notas                                                             |
| --- | ------------ | ----------------------------------------------------------------- |
| -   | Alvöru Menn  | Junto a Egill Ólafsson, Jóhann G. Jóhannsson y Kjartan Guðjónsson |

## Premios y nominaciones
| Año  | Categoría     | Premio     | Trabajo nominado | Resultado |
| ---- | ------------- | ---------- | ---------------- | --------- |
| 2013 | Actor del año | Edda Award | Svartur á leik   | Nominado  |